# Velká Skrovnice
Velká Skrovnice település Csehországban, az Ústí nad Orlicí-i járásban. Velká Skrovnice Orlické Podhůří, Polom, České Libchavy, Sopotnice, Sudslava és Seč településekkel határos. Lakosainak száma 302 fő (2024. január 1.).

## Népesség
A település lakosságának változását az alábbi diagram mutatja:
| Lakosok száma | 598  | 546  | 524  | 300  | 291  | 261  | 269  | 282  | 256  | 302  |
|               | 1869 | 1900 | 1921 | 1961 | 1980 | 2011 | 2016 | 2019 | 2021 | 2024 |